# Flèche littorale

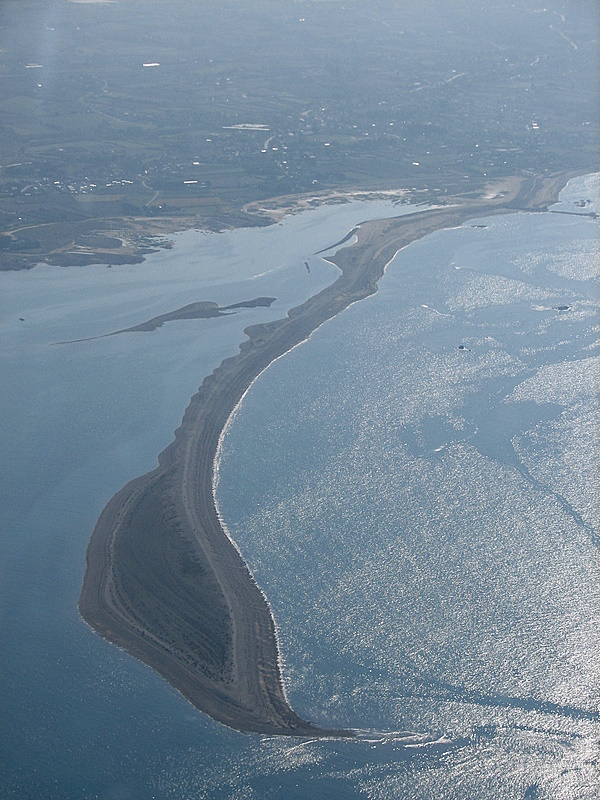
Vue aérienne, à marée haute, du sillon du Talbert, flèche littorale à pointe libre.

Une flèche littorale est une forme d'accumulation sédimentaire meuble (sables, graviers, galets) en bord de mer, qui bénéficie d'un point d'ancrage à la terre ferme sur l'une de ses extrémités seulement (partie proximale appelée racine) tandis que l'autre s'avance librement vers la mer (partie distale appelée pointe), et se termine souvent en crochet (ou crochon) recourbé vers l'intérieur résultant de la diffraction de la houle. Sous l'effet de la dérive littorale, les sédiments se déplacent de la partie proximale (phénomène de cannibalisation lorsque le transit longitudinal est sous‐alimenté) vers la partie distale (phénomène d'engraissement) où ils contribuent à l'allongement de la flèche. Caractéristique des milieux marins riches en disponibilité de sédiments (deltas, estuaires), ce type de cordon littoral a comme caractéristique un relief linéaire et étroit, peu marqué et une nature alluvionnaire.
Ces flèches sont appelées pouliers en Picardie et tendent donc à barrer l'entrée des baies

## Caractéristiques

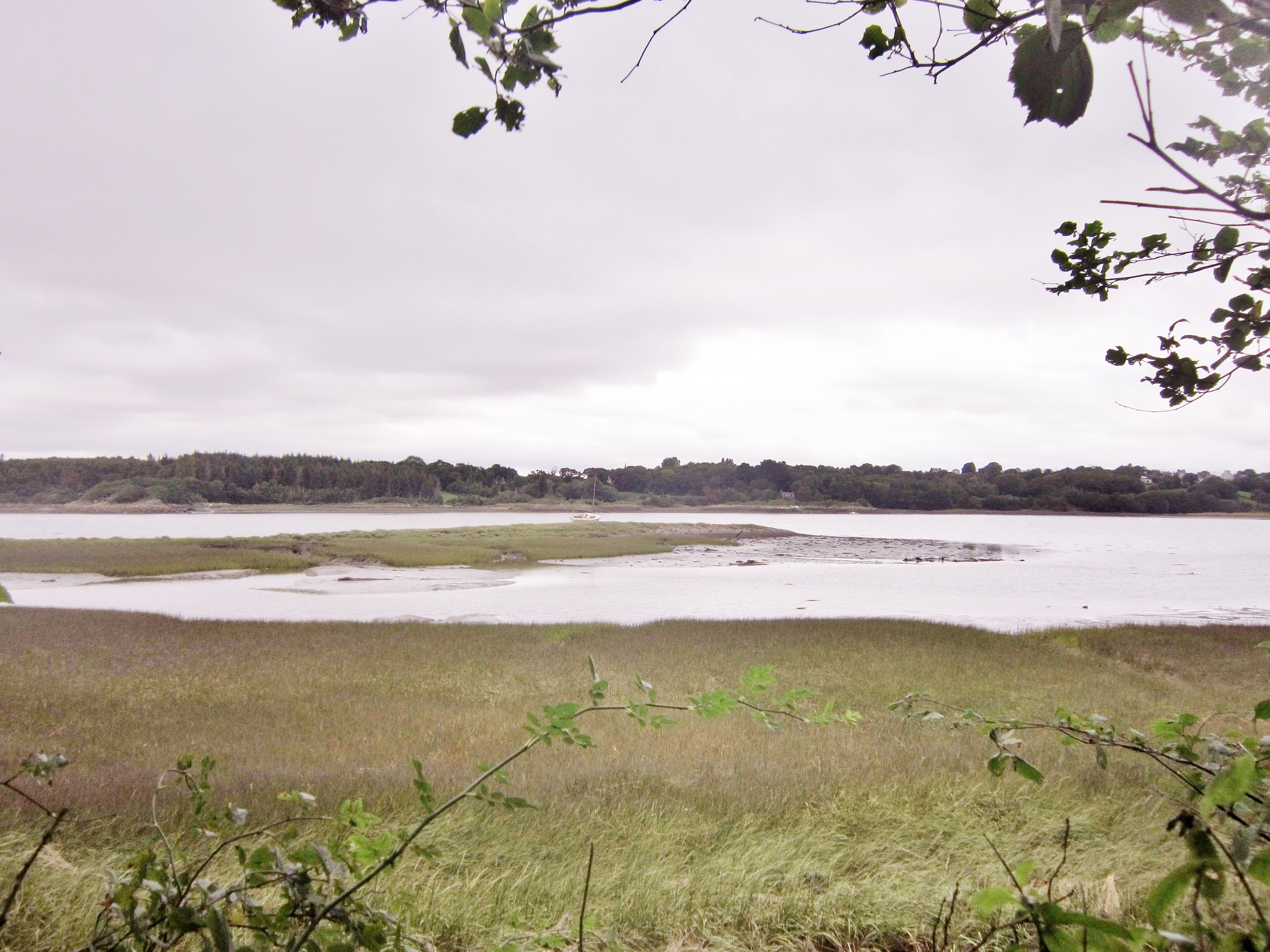
Logonna-Daoulas : flèche littorale barrant partiellement le fond de l'Anse de Penn Foull.

Le fulcrum désigne le point neutre séparant la zone de départ des sédiments en érosion à l'aval et la zone d'accumulation, voire en progradation dans la zone distale.

## Définition
Lorsqu'une flèche est formée par la houle entre deux  masses terrestres, typiquement une île et le continent, elle prend alors le nom de queue de comète ; si une queue de comète finit par relier les deux masses terrestres, elle prend alors le nom de tombolo.

## Types
Les géographes distinguent :
- les flèches à pointe libre (flèche sub-parallèle à la côte : cap Ferret, sillon de Talbert) ;
- les flèches barrant un estuaire ;
- les flèches en vis-à-vis et en chicane (deux flèches, prenant racine sur chacune des rives d'une anse ou d'un estuaire et dont les pointes respectives viennent à la rencontre l'une de l'autre). Dans le cas des flèches en vis-à-vis, l'allongement n'est pas suffisant et les pointes ne se rencontrent pas. Dans le cas des flèches en chicane, l'une des pointes se développe en avant de la seconde.